# Jan Fuglset
Jan Fuglset (født 1. oktober 1945 i Molde, Norge) er en norsk tidligere fodboldspiller (angriber) og -træner. Han spillede 15 år hos Molde FK i sin fødeby, og tilbragte desuden seks sæsoner hos Fredrikstad.
Fuglset spillede desuden 18 kampe og scorede seks mål for Norges landshold, som han debuterede for i juli 1970 i et opgør mod Island.
Efter sit karrierestop var Fuglset også af to omgange træner for Molde.
Fuglset er bror til en anden norsk tidligere landsholdsspiller, Tor Fuglset.